# Zeche Stahlenbergsbank
Die Zeche Stahlenbergsbank in Essen-Werden-Fischlaken ist ein ehemaliges Steinkohlenbergwerk. Das Bergwerk wurde gelegentlich auch Zeche Strahlenbergsbank oder Zeche Stahlbergsbank genannt. Das Bergwerk befand sich an der Straße Am Schmalscheid nördlich vom heutigen Wintgenhof.

## Bergwerksgeschichte
Im Jahr 1826 wurde ein Stollen mit dem Namen Wilhelm ausgerichtet. Im Jahr 1827 wurde der Stollen weiter aufgefahren, am 30. September desselben Jahres erreichte er bereits eine Länge von 158 Lachtern ab Stollenmundloch. Auch im Jahr 1829 wurde der Stollen Wilhelm weiter aufgefahren. Im Jahr darauf wurden 11.918 Scheffel Steinkohle gefördert. Im Juni des Jahres 1834 wurde das Bergwerk außer Betrieb genommen. Bis dahin wurden in diesem Jahr von drei Bergleuten 18.725 Scheffel Steinkohle gefördert. In dem Zeitraum von 1836 bis 1842 wurde das Bergwerk in Fristen gelegt. Ab dem Jahr 1854 war das Bergwerk wieder in Betrieb. Noch vor dem Jahr 1892 wurde das Grubenfeld der Zeche Stahlenbergsbank zur Zeche Vereinigte Pörtingsiepen zugeschlagen.